# Parsonsia marginata
Parsonsia marginata är en oleanderväxtart som beskrevs av Markgr.. Parsonsia marginata ingår i släktet Parsonsia och familjen oleanderväxter. Inga underarter finns listade i Catalogue of Life.